# Aqisserniaq
Aqisserniaq [ɑˌqiˈsːɜnːiɑq] (nach alter Rechtschreibung Aĸigsserniaĸ) ist eine wüst gefallene grönländische Siedlung im Distrikt Kangaatsiaq in der Kommune Qeqertalik.

## Lage
Aqisserniaq liegt auf einem kleinen Kap im Westen einer äußerst zerklüfteten gleichnamigen Insel 7,5 km südlich von Attu.

## Geschichte
Aqisserniaq liegt in einem Gebiet, das im 18. Jahrhundert dicht bevölkert war, aber erstmals erwähnt wurde Aqisserniaq auf einer Karte von Hinrich Johannes Rink im Jahr 1862. 1915 lebten 73 Personen im Ort, darunter zwölf Jäger, ein Katechet und eine Hebamme. 1927 wurde eine Schulkapelle gebaut und später zwei recht große Fischhäuser. 1941 hatte der Wohnplatz 131 Einwohner und 1950 120. 1952 gab es 29 Fischer in Aqisserniaq, die durchschnittlich vier Tonnen Fisch pro Person fingen. 1960 lebten 155 Menschen in Aqisserniaq, aber 1968 wurde der Wohnplatz aufgegeben.

## Söhne und Töchter
- Elias Lauf (1894–1981), Politiker, Pastor und Redakteur
- Nikolaj Karlsen (1920–1994), Landesrat